# 乳酸钴
乳酸钴（英语：Cobalt lactate）是一种化合物，是钴和乳酸的盐，化学式为Co(C3H5O3)2。

## 合成
乳酸钴可以通过将钴的水合氧化物与乳酸一起煮沸来形成。

## 物理特性
乳酸钴形成桃花红色的盐。它溶于水。加热时，该化合物会变黑，着火，并留下氧化钴。

## 用途
乳酸钴用作钴的瘤胃来源，用于饲喂泌乳后期奶牛的高草全混合日粮。